# Forma kopiowa
Forma kopiowa – arkusz papieru lub folii, zawierający jedno- lub wieloużytkowy obraz drukowy, wykorzystywany do nanoszenia obrazu drukowego na formę drukową metodą fotograficzną. Formy kopiowe wykorzystuje się w szeregu różnych sytuacji, gdy nanoszenie obrazu bezpośrednio z makiety (w postaci fizycznej) lub pliku komputerowego na formę drukową jest niemożliwe, niewygodne lub nieuzasadnione ekonomicznie.
Naświetlanie form drukowych z form kopiowych może odbywać się na drodze stykowej (w skali 1:1) na kopioramach, lub na drodze projekcyjnej (np. rzutnik, projektor lub kamera reprodukcyjna), a wtedy możliwe jest skalowanie obrazu.
W zależności od techniki naświetlania i wywoływania obrazu, formy kopiowe mogą być:
- refleksyjne lub transparentne
- negatywowe lub pozytywowe
- prawo- lub lewoczytelne

Typowymi formami kopiowymi są klisze wykonywane w technologii CtF oraz kalki drukowane na drukarkach laserowych.